# 虎虎
虎虎（とらこ）は、日本のライトノベル作家。大阪府出身。

## 経歴
投稿作の「中二病でも恋がしたい!」が、第1回京都アニメーション大賞にて奨励賞を受賞し、同作品によって2011年にデビューした。 
『中二病でも恋がしたい!』は京都アニメーションによってテレビアニメ化され、2012年10月から12月の期間と、2014年1月から3月の期間に放送された。
人気作を世に送り出しながらも、そのプロフィールについては、学歴、誕生年、性別さえも明かされておらず、覆面作家である。それに直筆サインはほとんど書かれたことがない。
現在末期邪気眼系中二病患者である。
ツッコミ担当。好きな食べ物はプリン。趣味はアニメと昼ドラ鑑賞。
『中二病でも恋がしたい!』の小説第3巻あとがきにて、虎虎は自身のwikipediaのページが作られていることについて大変嬉しいと述べており、覆面作家と書かれていることについてはかっこいいとしたうえで「ウィキ同様に覆面作家を名乗っていく」と述べている。
2019年4月に、2019年8月5日より創刊される、LINE株式会社による出版社の枠組みを越えた小説プラットフォーム「LINEノベル」の新レーベル「LINE文庫エッジ」の公式作家の1人として発表された。
2022年4月、電撃文庫より新作『推しの認知欲しいの？←あげない』が刊行された。

## 主な作品
- 中二病でも恋がしたい! （イラスト：逢坂望美、京都アニメーション『KAエスマ文庫』）
- 推しの認知欲しいの？←あげない （イラスト：こうましろ、KADOKAWA『電撃文庫』）
  1. ISBN 978-4-04-914343-0